# حرة القفيف
حَرّة القُفيف هي حَرّة تقع في السعودية، ضمن نطاق منطقة المدينة المنورة الواقعة غرب السعودية. تبلغ مساحة الحَرّة 650 كم2، ويقع بها «حزم صُماخ» الذي يرتفع نحو 1065 م.